# Agalmopolynema
Agalmopolynema is een geslacht van vliesvleugeligen uit de familie Mymaridae. De wetenschappelijke naam van dit geslacht is voor het eerst geldig gepubliceerd in 1960 door Ogloblin.

## Soorten
Het geslacht Agalmopolynema omvat de volgende soorten:
- Agalmopolynema australe Fidalgo, 1988
- Agalmopolynema ayra Fidalgo, 1988
- Agalmopolynema aza Fidalgo, 1988
- Agalmopolynema bicoloricorne Fidalgo, 1988
- Agalmopolynema calyptera Fidalgo, 1988
- Agalmopolynema caudatum Fidalgo, 1988
- Agalmopolynema chusqueanum Fidalgo, 1988
- Agalmopolynema denticulatum Fidalgo, 1988
- Agalmopolynema elatum (Girault, 1929)
- Agalmopolynema glabricorpus (Girault, 1929)
- Agalmopolynema grotiusi (Girault, 1913)
- Agalmopolynema lodgei (Girault, 1913)
- Agalmopolynema longisetosum Fidalgo, 1988
- Agalmopolynema mirabile Fidalgo, 1988
- Agalmopolynema nantuense Fidalgo, 1988
- Agalmopolynema nubeculatum Fidalgo, 1988
- Agalmopolynema ogloblini Fidalgo, 1988
- Agalmopolynema rufithorax Fidalgo, 1988
- Agalmopolynema shajovskoii Fidalgo, 1988
- Agalmopolynema succineum (Ogloblin, 1960)
- Agalmopolynema wallacei (Girault, 1915)